# Boontje's reservaat
Boontje's reservaat (1954-1957) was een tijdschrift van de Vlaamse schrijver Louis Paul Boon, waarvan vijf nummers verschenen en dat werd uitgegeven door De Arbeiderspers.

## Geschiedenis
Van Reservaat verschenen vijf afleveringen, elk karakteristiek vormgegeven als deel uitmakend van de reeks De Boekvink. Aflevering 1 verscheen in 1954, 2 en 3 in 1955, 4 in 1956 en 5 in 1957. In 1965 werden de afleveringen gebundeld als paperback van 303 bladzijden (Reservaat) met de ondertitel 'Boontjes verzamelde reservaten'; hiervan verscheen nog een tweede druk in 1974. In 2012 verscheen Reservaat als deel 11 van Boons Verzameld werk.

## Inhoud
Het tijdschrift bood een mogelijkheid om de bijdragen van Boon aan Vlaamse periodieken ook binnen het bereik van Nederlandse lezers te brengen, of, om het wat minder altruïstisch te zeggen, die bijdragen nogmaals te exploiteren. Maar ook recent werk vond onderdak, waardoor alle nummers samen in feite een bloemlezing vormden uit de periode 1946-1955. Het had geen format en kende daardoor een grote variatie aan genres. Een lang niet volledige opsomming: naast verhalen waren er reportages over Brussel en Engeland, herinneringen aan het opgroeien gedurende de Eerste Wereldoorlog, beschouwingen over de geestelijk leiders Jezus en Boeddha en over de kunstenaars Gustaaf Vermeersch en Frans Masereel, alsmede over James Joyce en Judy Garland. De liefhebber van vrouwelijk schoon in Boon kwam even aan het woord in korte stukken over bustehouders, over boezems bij hypnose en over het toenmalige sekssymbool Kim Novak.